# Empee Bata
Empee Bata is een bestuurslaag in het regentschap Aceh Besar van de provincie Atjeh, Indonesië. Empee Bata telt 368 inwoners (volkstelling 2010).